# Operacja toropiecko-chołmska

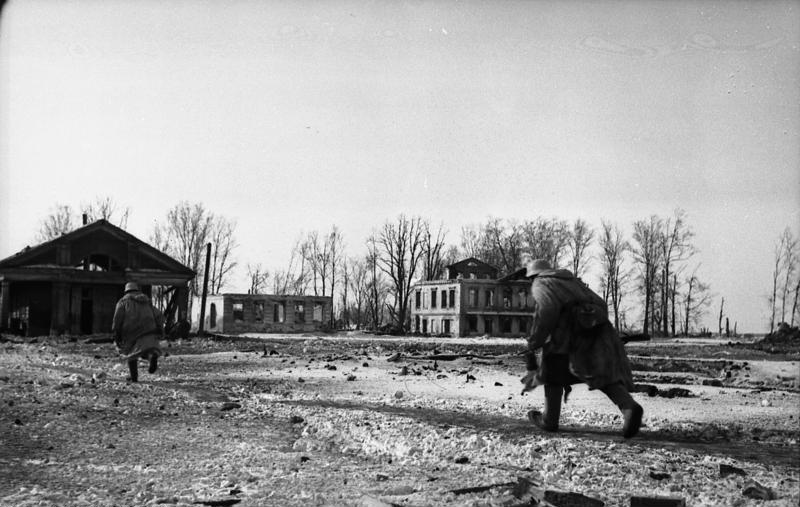
Żołnierze niemieccy w czasie walk w Chołmie

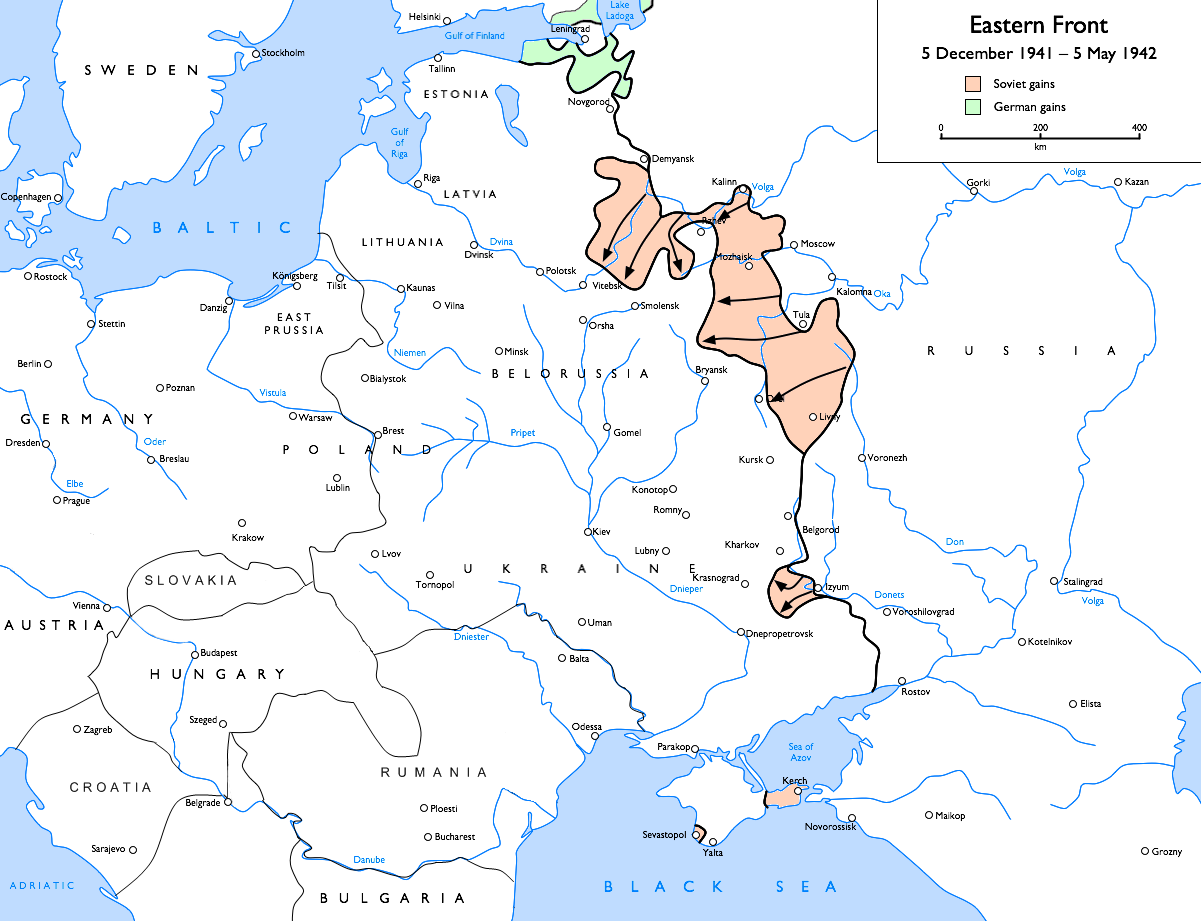
Działania na froncie wschodnim podczas kontrofensyw zimowych w 1942 roku

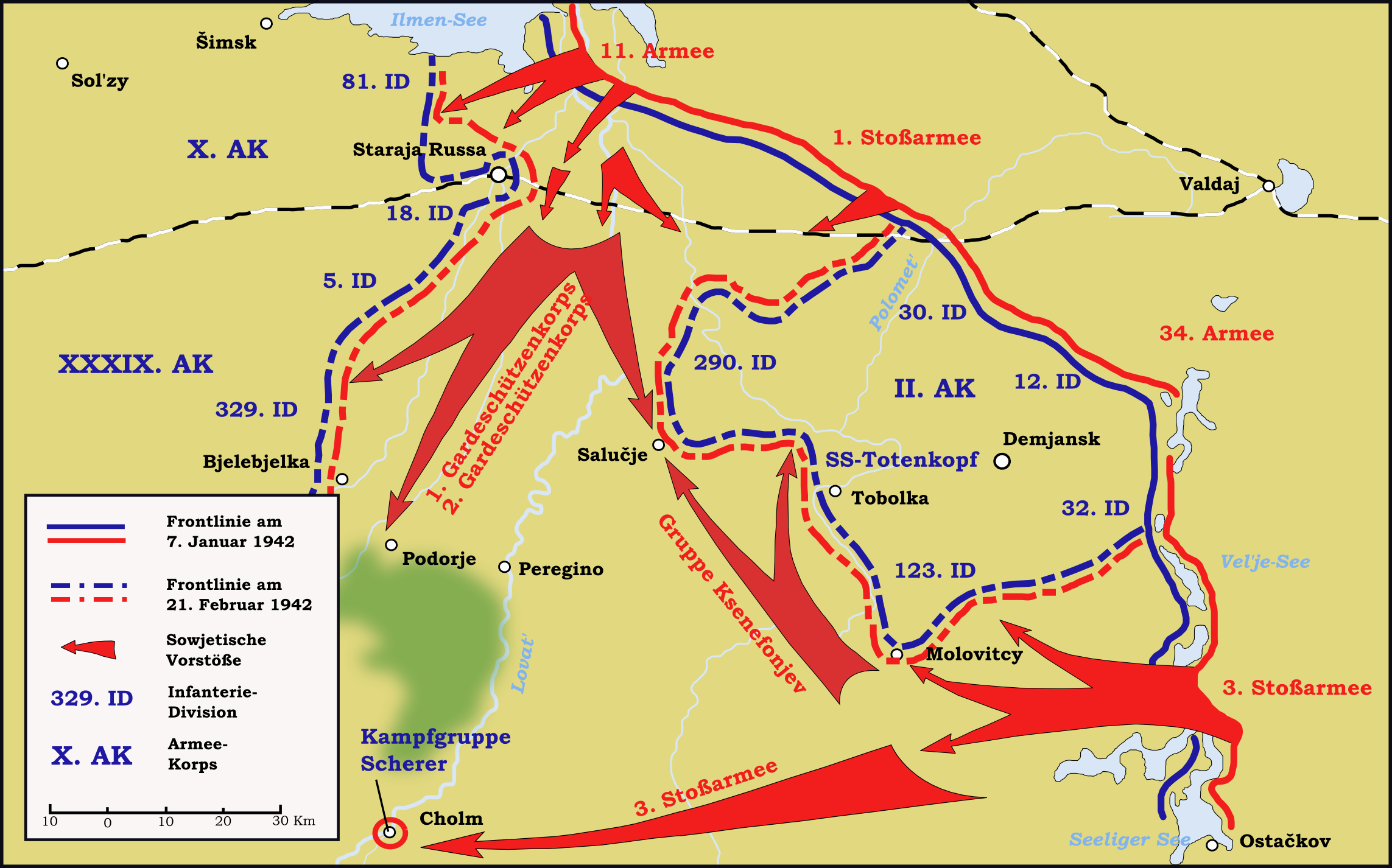
Działania Armii Czerwonej między 7 stycznia a 21 lutego 1942 roku, które doprowadziły do powstania kotła chołmskiego i diemiańskiego

Operacja toropiecko-chołmska (ros. Торопецко-Холмская операция) – operacja wojskowa przeprowadzona przez Armię Czerwoną w czasie II wojny światowej na południe od jeziora Ilmen w dniach od 9 stycznia do 6 lutego 1942 roku. Operacja doprowadziła do utworzenia kotła chołmskiego, otoczenia II Korpusu Armijnego Wehrmachtu w kotle diemiańskim i zniszczenia 189 Pułku Piechoty Wehrmachtu nieopodal Andrieapola.

## Kontekst
Kontynuując zwycięską kontrofensywę z grudnia 1941 roku Stawka postanowiła przeprowadzić nową akcję na szerokim froncie mającą na celu zniszczenie sił Wehrmachtu w Związku Radzieckim. Wehrmacht nie oczekiwał, że Armia Czerwona będzie zdolna do przeprowadzenia operacji na tak szeroką skalę i tym samym dał się zaskoczyć w rejonach, które miały być wolne od walk, między innymi w rejonie na południe od jeziora Ilmen. 

## Cel
Front Północno-Zachodni pod dowództwem gen. Kuroczkina otrzymał do wykonania dwa zadania. Pierwszym z nich było wbicie klina na wysokości Starej Russy w celu rozbicia 18. i 16 Armii niemieckiej i zapewnienie wsparcia dla Frontu Wołchowskiego i Leningradzkiego, które to zmagały się z przerwaniem oblężenia Leningradu. Drugim zadaniem było wbicie klina w kierunku południowo-zachodnim w kierunku Witebska. Atak ten miał zostać przeprowadzony przez trzy armie, a mianowicie 33 Armię, 3. i 4 Armię Uderzeniową (przy czym te dwie ostatnie niedawno zmieniły swoją nazwę). Celem końcowym ofensywy miało być utworzenie północnego skrzydła „nożyc”, które miały zamknąć się nad niemiecką Grupą Armii Środek.

## Bitwa
Wstępne potyczki 3. i 4 Armii Uderzeniowej zakończyły się pełnym sukcesem. Niemieckie siły w tym sektorze poniosły olbrzymie straty. Wojska niemieckie nie przewidziały tego ataku, co dało frontowi radzieckiemu możliwość głębokiego wdarcia się na tyły wroga i chociaż radzieckie siły posiadały skromne zaopatrzenie na początku ofensywy, to mogły kontynuować operację poprzez zajęcie znaczących ilości niemieckiego zaopatrzenia w Toropiecku. 
Wsparcie czołgów w tej operacji było bardzo słabe, szczególnie w porównaniu z wymogami doktryny operacji na szeroką skalę, co pokazywało braki w zaopatrzeniu po stronie radzieckiej w tym momencie wojny. 4 Armia Uderzeniowa Jeriomienki posiadała tylko dwa bataliony pancerne, 117 Batalion Pancerny z dwunastoma czołgami Matilda Mk II, dziewięcioma czołgami Valentine (pochodzącymi z dostaw sojuszniczych) oraz dziesięcioma czołgami T-60 i 141 Batalion Pancerny z czterema czołgami KW-1, sześcioma T-34 i dwudziestoma T-60. 
Uderzenie sił radzieckich było tak silne, że broniące się formacje niemieckie, a mianowicie 123 Dywizja Piechoty, która osłaniała pozycję obronną długości 30 km, została zdziesiątkowana przez wroga. Jej dwa pułki były tak daleko rozrzucone od siebie w swoich pozycjach obronnych, że nie mogły one osłaniać siebie nawzajem, pozwalając tym samym wojskom radzieckim na uderzenie i przejście pomiędzy nimi. Pozycje te zostały później zmniejszone przez Niemców, ze znaczącymi stratami po stronie niemieckiej. Rezerwowa formacja niemiecka, czyli 81 Dywizja Piechoty została sprowadzona koleją w ostatnie dni grudnia. Jej pierwszy pułk, 189 Pułk Piechoty pod dowództwem płk. Hohmeyera razem z 2 Batalionem 181 Pułku Artylerii i 3. kompanią 181 Batalionu Inżynieryjnego otrzymały rozkaz zniszczenia torów w okolicy Toropiecka i Andrieapola. Stamtąd siły te skierowały się na Ochwat, gdzie zostały otoczone i całkowicie zniszczone 14 stycznia. Nieco później w lesie koło Ochwatu odnaleziono 1100 ciał, w tym dowódcy, który został pośmiertnie awansowany na generała majora. Około 40 uratowanym żołnierzom z batalionu artylerii udało się powrócić do linii niemieckich. Wszystko to nastąpiło tak szybko, że pułk nie został nawet zaznaczony na niemieckich mapach sytuacyjnych.

## Wynik

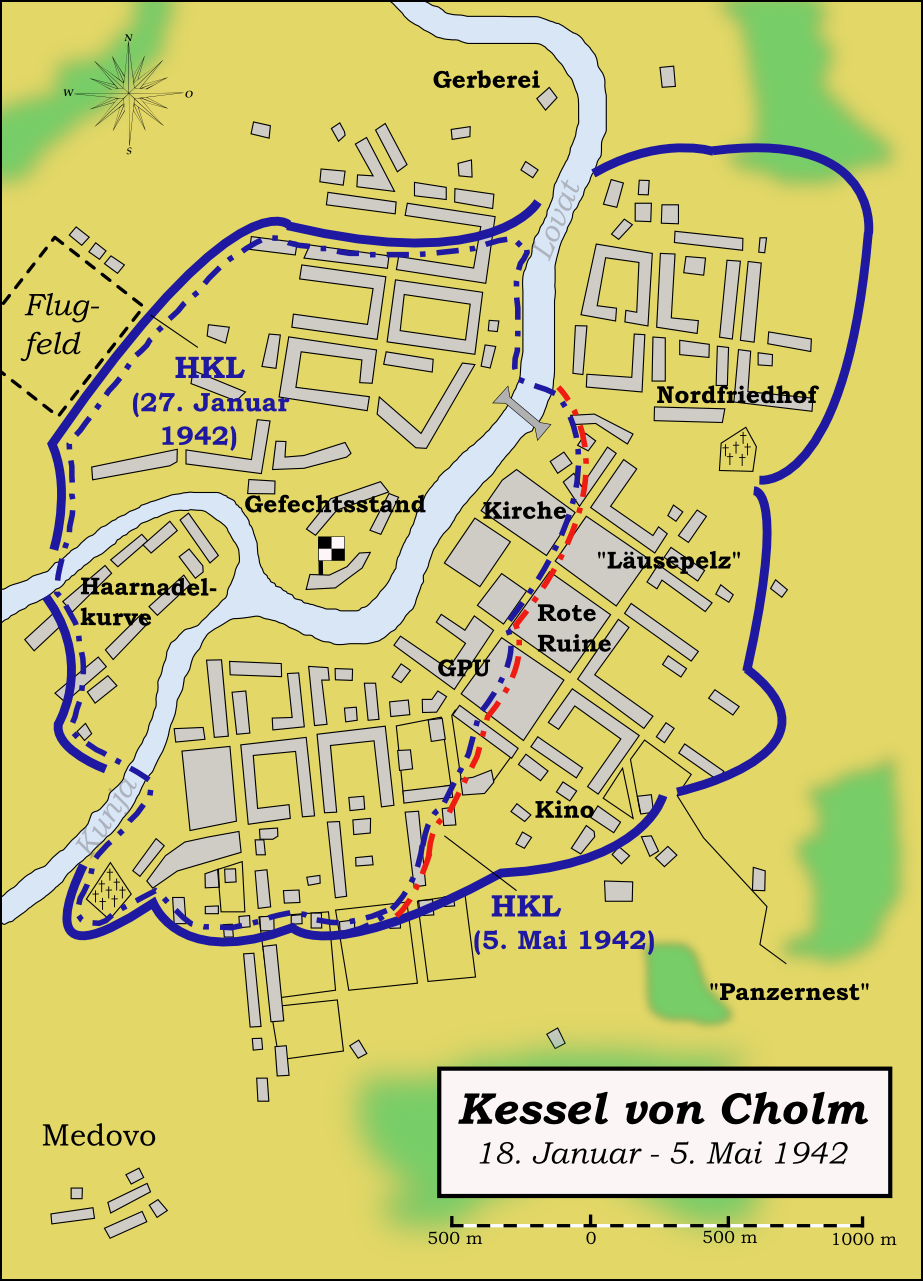
Mapa kotła chołmskiego istniejącego w dniach od 18 stycznia do 5 maja 1942 roku

Główny radziecki cel, czyli otoczenie Grupy Armii Środek nie został osiągnięty, ale atak dwóch armii uderzeniowych dokonał głębokiego wyłomu w niemieckiej linii frontu i stanowił dla Niemców powód do poważnego zaniepokojenia rozwojem sytuacji, które trwało przez cały 1942 rok, aż do momentu, kiedy tzw. występ rżewski, którego wyłom stanowił północną granicę, został ewakuowany w marcu 1943 roku. 
Atak radziecki doprowadził także do powstania kotła chołmskiego i południowego skrzydła kotła diemiańskiego.

## Siły obu stron biorące udział w operacji

### ZSRR
- Front Północno-Zachodni (liczący razem 122 100 żołnierzy)
  - 3 Armia Uderzeniowa
  - 4 Armia Uderzeniowa
    - 249 Dywizja Strzelecka

### III Rzesza
- Grupa Armii Północ (nieznana liczba żołnierzy)
- 16 Armia
  - II Korpus Armijny
    - 123 Dywizja Piechoty
      - 416 Pułk Piechoty
      - 418 Pułk Piechoty

    - 81 Dywizja Piechoty
      - 189 Pułk Piechoty

    - Brygada Kawalerii SS